# Jean-Marc Leclercq

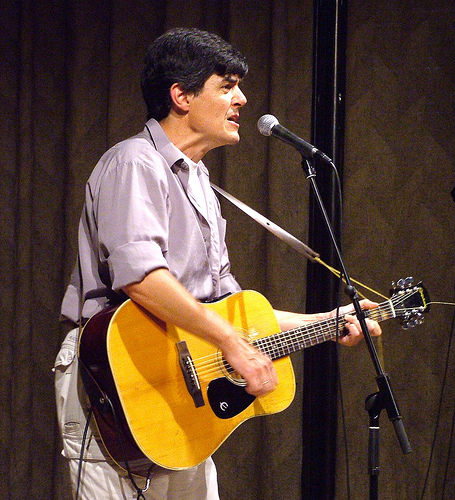
Jean-Marc Leclercq

Jean-Marc Leclercq is een Franse zanger. Hij zingt in 22 talen, waaronder het Esperanto. In Esperantokringen is hij ook bekend als JoMo.
JoMo is de ex-zanger van de groep Les Rosemary's Babies, die twee cd's uitbracht bij de Franse uitgeverij Boucherie et Willins Production.
Met het bandje JoMo kaj Liberecanoj treedt hij vaak op tijdens Esperantobijeenkomsten in heel Europa. JoMo staat vermeld in het Guinness Book of Records vanwege het meertalige concert dat hij gaf in het jaar 2000. Hij zong toen 22 liedjes in 22 verschillende talen.
In 2001 heeft hij een cd uitgebracht.

## Discografie
- Afrika Kompilo (2010)
- Jomo slavumas (2006)
- Hotel Desperado, van Esperanto Desperado (2004) - JoMo is de zanger van het liedje "Ne permesas".
- JoMo Friponas! (2001)
  1. Ĉu vi volas danci?
  2. La Bambo!
  3. Lernu nun
  4. La simiulo
  5. Esperanto
  6. Sur la mar'
  7. Ĵambalajo
  8. Kisu min
  9. Al Durruti
  10. En la IJK
  11. Hej la nizo!
  12. La virbovo kaj la luno
  13. Sub potenco de la leĝo
  14. Suno sunu!

- Bibliothèque nationale de France: cb145654302 (data)
- Gemeinsame Normdatei: 1026730120
- International Standard Name Identifier: 0000 0000 0126 413X
- MusicBrainz: 82114c9f-c391-4f1f-89b8-267a2fc5fd09
- Nederlandse Thesaurus van Auteursnamen: 267109482
- Système universitaire de documentation: 07663602X
- Virtual International Authority File: 64248804
- WorldCat: E39PBJwX8JWDpHjCB6WCvYPxXd